# Saison 8 d'Hercule Poirot
Chronologie
Saison 7 Saison 9
Cet article présente le guide des épisodes de la saison 8 de la série télévisée britannique Hercule Poirot (Agatha Christie's Poirot).

## Distribution
- David Suchet (VF : Roger Carel) : Hercule Poirot
- Hugh Fraser (VF : Jean Roche) : le Capitaine Arthur Hastings
- Philip Jackson (VF : Claude d'Yd) : l'Inspecteur-chef James Japp (épisode 1)
- Pauline Moran (VF : Laure Santana) : Miss Felicity Lemon (épisode 1)

## Épisodes

### Épisode 1:Les Vacances d'Hercule Poirot
- Royaume-Uni : 20 avril 2001

- Michael Higgs (Patrick Redfern)
- Tamzin Malleson (Christine Redfern)
- Louise Delamere (en) (Arlena Stuart)
- Tim Meats (Stephen Lane)
- Marsha Fitzalan (Rosamund Darnley)
- Carolyn Pickles (Emily Brewster)
- David Mallinson (Kenneth Marshall)
- Russell Tovey (Lionel Marshall)
- Ian Thompson (Major Barry)
- David Timson (Horace Blatt)
- Rosalind March (Mrs Castle)
- Paul Ready (William)
- Rebecca Johnson (Gladys Narracott)
- Guy Vincent (barman)
- Roger Alborough (chef de police Weston)
- Kevin Moore (coroner)
- Jason Davies (Nathan Lloyd)
- Kenneth Gilbert (Mr Applegood)
- Lawrence McGrandles Jr. (Simon Kelso)
- Grant Gillespie (Jack Lovett)
- Harriet Eastcott (bibliothécaire)
- Andrew MacBean (serveur)
- Steve Bennett (policier)
- Andrew Ashby (officier)

Après avoir été victime d'un malaise dans le nouveau restaurant de Hastings, Poirot est envoyé dans une station du Devon par son médecin pour retrouver la santé et notamment maigrir. Hastings l'accompagne sur les ordres de Miss Lemon. Poirot y doit suivre un régime alimentaire très strict qui n'est pas de son goût. En arrivant là-bas à l'hôtel, ils font la connaissance du couple Redfern dont le mari Patrick a une liaison avec l'actrice Arlena Stuart elle aussi pensionnaires de l'hôtel avec son nouveau mari Kenneth Marshall.
- Patrick Redfern (avec la complicité de sa femme Christine) : meurtres, abus de confiance et escroquerie
- Horace Blatt et "les deux ornithologues" : trafic de drogue

### Épisode 2:Meurtre en Mésopotamie
- États-Unis : 8 juillet 2001
- Royaume-Uni : 2 juin 2002

- Ron Berglas (Dr Leidner)
- Barbara Barnes (Louise Leidner)
- Dinah Stabb (Anne Johnson)
- Georgina Sowerby (Amy Leatheran)
- Jeremy Turner-Welch (Bill Coleman)
- Pandora Clifford (Sheila Maitland)
- Christopher Hunter (Père Lavigny)
- Christopher Bowen (en) (Richard Carey)
- Iain Mitchell	(Superintendant Maitland)
- Alexi Kaye Campbell (Joseph Mercado)
- Deborah Poplett (Marie Mercado)
- Kamel Touati (homme trapu)
- Hichem Rostom (réceptionniste de l'hôtel)
- Zoubeir Bornaz (sergent de police)
- Dejeb Magri (homme tué)
- Hammadi Maaroufi (ouvrier)
- Ramzi Brairi (Abdullah)

Poirot, en voyage, retrouve Hastings en Mésopotamie. Au moment de leur arrivée sur un site archéologique dirigé par le Dr Leidner, la police mène l'enquête sur le meurtre d'un arabe. Mais dans la nuit, Mrs Leidner, la femme de l'archéologue, est effrayée par un visage. Le lendemain, alors que le frère de l'arabe est interpelé après avoir voulu tuer Mr Mercado pour le venger, Mrs Leidner parle à Poirot de son premier mari mort dans un accident de train quelques années plus tôt et des lettres de menaces qu'elle a reçu de sa part après sa mort. Mais plus tard, elle est tuée dans sa chambre. Tout le monde semble avoir des secrets et c'est donc au tour de Poirot de commencer à fouiller.
- Dr Leidner (meurtres de sa femme Louise et de son assistance Anna Johnson)
- Joseph Mercado (meurtre d'un autochtone au début de l'épisode dû à sa dépendance)
- Le faux Père Lavigny (trafic d'antiquité)
- Comtesse Vera Rossakoff : escroquerie contre Hercule Poirot (le personnage absent avait fait venir Poirot à l'hôtel alors qu'elle était déjà partie pour lui demander de régler sa note)